# Harris English
Harris English (23 juli 1989) is een Amerikaanse golfprofessional.

## Amateur
English was de derde amateur die een toernooi won op de Nationwide Tour toen hij in 2011 de Nationwide Children's Hospital Invitational op zijn naam schreef. Hij speelde dat jaar ook in de Walker Cup op de Royal Aberdeen Golf Club en won zijn twee singles..
Zeges
- 2011: Nationwide Children's Hospital Invitational

### Teams
- Walker Cup: 2011

## Professional
English studeert nog tot 2013 aan de Universiteit van Georgia en is na de Walker Cup toch al professional geworden. Hij speelde op de Nationwide Tour en verloor de play-off van de WNB Golf Classic. Eind 2011 stond hij nummer 13 op de Order of Merit zodat hij naar de PGA Tour promoveerde. Daar heeft hij al een 5de plaats gehaald bij de  Crowne Plaza Invitational at Colonial.

Toen hij in Texas probeerde zich te kwalificeren voor het Brits Open, dat in 2012 op Royal Lytham & St Anne’s gespeeld wordt, speelde hij op de Queen's Course van de Gleneagles Country Club in Plano, Texas, een ronde van 60 (-10), een nieuw baanrecord, en haalde de International Final Qualifier. Daar speelde hij ook goed en kreeg een startbewijs. Hij speelde nooit eerder op een links baan, dus het werd een leerzame week. De eerste twee rondes speelde hij met Simon Dyson en Gonzalo Fernández-Castaño.

### Gewonnen
Nationwide Tour
- 2011: Nationwide Children's Hospital Invitational (als amateur)

Amerikaanse PGA Tour
- 2013: FedEx St. Jude Classic, Mayakoba Golf Classic